# KeePassXC
KeePassXC — безкоштовний менеджер паролів із відкритим кодом. Його було створено як форк спільноти KeePassX, що теж є кросплатформним портом KeePass.
Його створено з використанням бібліотек Qt5, що робить його кросплатформенним додатком, який можна запускати в Linux, Windows, macOS і BSD .
KeePassXC використовує формат бази даних паролів KeePass 2.x (.kdbx) як рідний формат. Він також може імпортувати (і конвертувати) версії 2 і старіші бази даних KeePass 1 (.kdb). KeePassXC підтримує наявність ключових файлів і YubiKey виклик-відповідь для додаткової безпеки.
Electronic Frontier Foundation згадує KeePassXC як «приклад безкоштовного менеджера паролів з відкритим кодом».
Відповідне розширення браузера також доступне для Firefox, Google Chrome і Microsoft Edge .

## Дивитися також
- Список менеджерів паролів
- Криптографія